# Hollandia az 1994. évi téli olimpiai játékokon
Hollandia a norvégiai Lillehammerben megrendezett 1994. évi téli olimpiai játékok egyik részt vevő nemzete volt. Az országot az olimpián 4 sportágban 21 sportoló képviselte, akik összesen 4 érmet szereztek.

## Érmesek
| Érem  | Versenyző      | Sportág        | Versenyszám    |
| ----- | -------------- | -------------- | -------------- |
| Ezüst | Rintje Ritsma  | Gyorskorcsolya | Férfi 1500 m   |
| Bronz | Falko Zandstra | Gyorskorcsolya | Férfi 1500 m   |
| Bronz | Rintje Ritsma  | Gyorskorcsolya | Férfi 5000 m   |
| Bronz | Bart Veldkamp  | Gyorskorcsolya | Férfi 10 000 m |

## Bob
| Versenyző                | Versenyszám | 1. futam | 1. futam | 2. futam | 2. futam | 3. futam | 3. futam | 4. futam | 4. futam | Összesítés | Összesítés |
| Versenyző                | Versenyszám | Idő      | Hely.    | Idő      | Hely.    | Idő      | Hely.    | Idő      | Hely.    | Idő        | Helyezés   |
| ------------------------ | ----------- | -------- | -------- | -------- | -------- | -------- | -------- | -------- | -------- | ---------- | ---------- |
| Rob Geurts Robert de Wit | Kettes      | 53,52    | 23.      | 53,90    | 26.      | 53,76    | 24.*     | 53,89    | 23.      | 3:35,07    | 24.        |

## Gyorskorcsolya
Férfi
| Versenyző          | Versenyszám | Eredmény | Helyezés |
| ------------------ | ----------- | -------- | -------- |
| Martin Hersman     | 1500 m      | 1:53,59  | 8.       |
| Arie Loef          | 500 m       | 37,52    | 24.      |
| Arie Loef          | 1000 m      | 1:15,12  | 22.      |
| Rintje Ritsma      | 1500 m      | 1:51,99  |          |
| Rintje Ritsma      | 5000 m      | 6:43,94  |          |
| Rintje Ritsma      | 10 000 m    | 14:09,28 | 7.       |
| Jeroen Straathof   | 1500 m      | 1:53,70  | 9.       |
| Arjan Schreuder    | 500 m       | 38,33    | 37.      |
| Arjan Schreuder    | 1000 m      | 1:15,19  | 24.      |
| Gerard van Velde   | 500 m       | 37,45    | 21.      |
| Gerard van Velde   | 1000 m      | 1:13,81  | 9.       |
| Nico van der Vlies | 500 m       | 37,94    | 31.      |
| Nico van der Vlies | 1000 m      | 1:14,29  | 15.      |
| Bart Veldkamp      | 5000 m      | 6:49,00  | 5.       |
| Bart Veldkamp      | 10 000 m    | 13:56,73 |          |
| Falko Zandstra     | 1500 m      | 1:52,38  |          |
| Falko Zandstra     | 5000 m      | 6:44,58  | 4.       |
| Falko Zandstra     | 10 000 m    | 13:58,25 | 4.       |

Női
| Versenyző         | Versenyszám | Eredmény | Helyezés |
| ----------------- | ----------- | -------- | -------- |
| Christine Aaftink | 500 m       | 41,01    | 19.      |
| Christine Aaftink | 1000 m      | 1:22,16  | 20.      |
| Tonny de Jong     | 1500 m      | 2:05,18  | 10.      |
| Tonny de Jong     | 3000 m      | 4:25,88  | 11.      |
| Tonny de Jong     | 5000 m      | 7:36,07  | 11.      |
| Annamarie Thomas  | 1000 m      | 1:20,94  | 14.      |
| Annamarie Thomas  | 1500 m      | 2:03,70  | 5.       |
| Annamarie Thomas  | 3000 m      | 4:19,82  | 5.       |
| Annamarie Thomas  | 5000 m      | 7:32,39  | 10.      |
| Carla Zijlstra    | 1500 m      | 2:08,49  | 22.      |
| Carla Zijlstra    | 3000 m      | 4:23,42  | 9.       |
| Carla Zijlstra    | 5000 m      | 7:29,42  | 7.       |

## Rövidpályás gyorskorcsolya
Férfi
| Versenyző        | Versenyszám | Előfutam | Előfutam | Negyeddöntő | Negyeddöntő | Elődöntő | Elődöntő | B döntő | B döntő | Döntő   | Döntő   | Helyezés |
| Versenyző        | Versenyszám | Idő      | Hely.    | Idő         | Hely.       | Idő      | Hely.    | Idő     | Hely.   | Idő     | Hely.   | Helyezés |
| ---------------- | ----------- | -------- | -------- | ----------- | ----------- | -------- | -------- | ------- | ------- | ------- | ------- | -------- |
| Erik Duyvelshoff | 500 m       | 45,83    | 3.       | kiesett     | kiesett     | kiesett  | kiesett  | kiesett | kiesett | kiesett | kiesett | 22.      |
| Erik Duyvelshoff | 1000 m      | 1:34,37  | 3.       | kiesett     | kiesett     | kiesett  | kiesett  | kiesett | kiesett | kiesett | kiesett | 23.      |

Női
| Versenyző                                                                    | Versenyszám  | Előfutam | Előfutam | Negyeddöntő | Negyeddöntő | Elődöntő | Elődöntő | B döntő | B döntő | Döntő   | Döntő   | Helyezés |
| Versenyző                                                                    | Versenyszám  | Idő      | Hely.    | Idő         | Hely.       | Idő      | Hely.    | Idő     | Hely.   | Idő     | Hely.   | Helyezés |
| ---------------------------------------------------------------------------- | ------------ | -------- | -------- | ----------- | ----------- | -------- | -------- | ------- | ------- | ------- | ------- | -------- |
| Anke Jannie Landman                                                          | 500 m        | 48,36    | 3.       | kiesett     | kiesett     | kiesett  | kiesett  | kiesett | kiesett | kiesett | kiesett | 19.      |
| Anke Jannie Landman                                                          | 1000 m       | 1:58,09  | 4.       | kiesett     | kiesett     | kiesett  | kiesett  | kiesett | kiesett | kiesett | kiesett | 28.      |
| Penèlope di Lella                                                            | 500 m        | 48,44    | 4.       | kiesett     | kiesett     | kiesett  | kiesett  | kiesett | kiesett | kiesett | kiesett | 26.      |
| Penèlope di Lella                                                            | 1000 m       | 1:47,54  | 4.       | kiesett     | kiesett     | kiesett  | kiesett  | kiesett | kiesett | kiesett | kiesett | 26.      |
| Penèlope di Lella Anke Jannie Landman Priscilla Ernst Esmeralda Ossendrijver | 3000 m váltó |          |          |             |             | 4:45,56  | 3.       | 4:45,40 | 3.      |         |         | 6.       |

## Síakrobatika
Ugrás
| Versenyző         | Versenyszám | Selejtező | Selejtező | Döntő   | Döntő    |
| Versenyző         | Versenyszám | Pont      | Helyezés  | Pont    | Helyezés |
| ----------------- | ----------- | --------- | --------- | ------- | -------- |
| Michiel de Ruiter | Férfi       | 168,39    | 17.       | kiesett | kiesett  |